# Água Fria de Goiás
Água Fria de Goiás är en kommun i Brasilien.   Den ligger i delstaten Goiás, i den centrala delen av landet, 90 km norr om huvudstaden Brasília. Antalet invånare är 5 095.
Omgivningarna runt Água Fria de Goiás är huvudsakligen savann. Runt Água Fria de Goiás är det mycket glesbefolkat, med 2 invånare per kvadratkilometer.